# Тюляр
Тюляр (азерб. Tülər) — село в Губинском районе Азербайджана. 

## География
Расположено на правом берегу реки Агчай, к юго-востоку от административного центра района — города Губа. К востоку от села находится гора Тюляр, по названию которой именуется село.

## История
По сведениям «Кавказского календаря» на 1857 год в селении Тюлляръ проживали таты-сунниты и разговаривали по татски.

## Население
Согласно результатам Азербайджанской сельскохозяйственной переписи 1921 года Тюляр Нювдинского сельского общества Кубинского уезда Азербайджанской ССР населяли 258 человек и преимущественно азербайджанские тюрки (азербайджанцы). Само население состояло из 140 мужчин и 118 женщин (60 хозяйств). 
Согласно данным на начало 1933 года Тюлар входил в Еникентский сельсовет Кубинского района Азербайджанской ССР. В селе проживало 436 человек в 96 хозяйствах (мужчин — 230, женщин — 206). Большая часть населения всего сельсовета — 98,9 % являлась тюрками (азербайджанцами). 
По переписи 2009 года численность населения села Тюляр достигла 1100 человек.